# Driveclub
Driveclub (Eigenschreibweise: DRIVECLUB) ist ein Rennspiel, das von dem britischen Entwicklerstudio Evolution Studios entwickelt und von Sony Interactive Entertainment exklusiv für die PlayStation 4 veröffentlicht wurde. Es wurde während der PlayStation-4-Pressekonferenz am 20. Februar 2013 angekündigt und weltweit im Oktober 2014 veröffentlicht.
In Driveclub nehmen die Spieler auf unterschiedliche Weise an Rennveranstaltungen auf der ganzen Welt teil. Spieler können in Clubs gegen andere Spieler antreten. Ein weiterer Spielmodus ist Tour, im Wesentlichen ein Kampagnenmodus. Spieler können an Standardrennen sowie Zeitfahren, Drift-Events und Meisterschaftsturnieren mit einer Vielzahl von Strecken an Orten auf der ganzen Welt teilnehmen. Spieler können ihr Auto, ihren Club oder ihren Fahrer anpassen und optionale Herausforderungen während der Events absolvieren.

## Spielprinzip
Driveclub ist ein Rennspiel, in dem die Spieler in verschiedenen Spielmodi an Rennen auf der ganzen Welt teilnehmen. Ein Hauptaugenmerk des Spiels liegt auf dem Club-Aspekt. Die Spieler können einem Club beitreten oder ihren eigenen gründen und gegen andere Clubs antreten, um zu sehen, wer der beste Club ist. Clubs bestehen aus bis zu sechs Spielern. Die Spieler absolvieren gemeinsam Herausforderungen, um ihren Club zu repräsentieren und Ruhm und Erfahrungspunkte zu sammeln. Der Spieler erhält Ruhm, wenn er gut fährt und die Herausforderungen meistert. Der Ruhm bestimmt sowohl die Stufe des Spielers als auch die Stufe des Clubs. Wenn der Spieler aufsteigt, schaltet er automatisch Gegenstände frei, z. B. neue Fahrzeuge, Auszeichnungen oder Farbschemata. Die Aktionen jedes Teammitglieds tragen zum Gesamterfolg des Clubs bei.
Die Strecken und Umgebungen des Spiels sind realen Orten in verschiedenen Regionen der Welt nachempfunden, z. B. in Norwegen und Indien. Driveclub verfügt über ein dynamisches Wettersystem mit Regen- und Schneefall und einem Tag-Nacht-Zyklus. Jeder Regentropfen hat ein realistisches Verhalten.
Es gibt drei Hauptspielmodi in Driveclub: Tour, Single-Event und Multiplayer. Tour ist ein Kampagnenmodus, in dem Einzelspieler-Events an verschiedenen Orten mit den zugewiesenen Autos gespielt werden können. Es gibt eine Reihe von Zielen, die während der Events bewältigt werden können. Im Einzelspielermodus wählt der Spieler aus, welches Event er spielen möchte (Drift, Sprint, Rennen oder Zeitfahren) und hat die Freiheit, den Ort, das Wetter und andere Optionen auszuwählen. Im Mehrspielermodus geht es um den Wettbewerb und die Zusammenarbeit mit Spielern aus dem echten Leben. Die Spieler können Herausforderungen mit sozialen Ranglisten absolvieren, mit Clubs spielen und Online-Rennen bestreiten. Zu Beginn stehen insgesamt 50 Autos zur Verfügung, und über 60 weitere können kostenlos oder kostenpflichtig aus dem PlayStation Store heruntergeladen werden. Die Autos sind in fünf Kategorien unterteilt, die sich an ihren Werten im Spiel orientieren: Hot Hatch, Sport, Performance, Super und Hyper. Jedes Auto kann mit Lackierungen und Aufklebern angepasst werden.

## Entwicklung
Am 18. Oktober 2013 gab Sony Computer Entertainment bekannt, dass sich die Veröffentlichung von Driveclub bis Anfang 2014 verzögern würde. In einer Erklärung auf dem PlayStation Blog schrieb das Unternehmen: „SCE Worldwide Studios und das Team von Evolution Studios haben die schwierige Entscheidung getroffen, die Veröffentlichung von Driveclub und Driveclub PlayStation Plus Edition auf Anfang 2014 zu verschieben.“ Sony Worldwide Studios-Chef Shuhei Yoshida erklärte: „Driveclub wird ein wirklich innovatives, sozial vernetztes Rennspiel sein, aber das Team braucht mehr Zeit, um seine Vision zu verwirklichen - und ich bin fest davon überzeugt, dass das Spiel eure Erwartungen übertreffen wird.“
Am 10. März 2014 erwähnte Scott Rohde, Leiter der Produktentwicklung von PlayStation Software, dass es zu weiteren Verzögerungen bei dem Titel gekommen ist, und gab folgende Erklärung ab „Was ich sagen will, ist, dass alles auf das Grundprinzip zurückgeht, nämlich dass wir großartige Spiele entwickeln wollen, und wir wollen wirklich kein Spiel veröffentlichen, bevor es fertig ist.“ Rohde oder ein anderer Sony-Vertreter konnte zu diesem Zeitpunkt kein genaueres Veröffentlichungsdatum nennen, deutete aber an, dass es noch eine Weile dauern könnte, und verwies darauf, dass das Spiel „zurück ans Zeichenbrett“ gegangen sei.
Obwohl Evolution Studios mit Sonys Project Morpheus experimentierte, unterstützt das fertige Spiel keine virtuelle Realität.
Im April 2014 erklärte Game Director Paul Rustchynsky, dass die Verzögerung durch das „dynamische Menü“ des Spiels verursacht wurde. Dieses Menü ermöglicht es den Spielern, schnell von Menü zu Menü zu navigieren, Clubs beizutreten, Rennen zu fahren und viele andere Aktivitäten im Spiel durchzuführen.
Anfang September 2014 kündigten die Evolution Studios einen Season Pass mit herunterladbaren Inhalten (DLC) an. Der Pass führt 11 neue Kurse, 23 neue Events und ein neues Auto jeden Monat bis Juni 2015 ein (später bis Juli 2015 verlängert). Der DLC ist sowohl kostenpflichtig als auch kostenlos.
Die Autos im Spiel enthalten durchschnittlich 260.000 Polygone. Vor der Veröffentlichung hatten die Evolution Studios bestätigt, dass Driveclub mit einer Auflösung von 1080p läuft und bei 30 Bildern pro Sekunde gedeckelt ist.

## Erweiterungen

### PlayStation Plus Edition
Driveclub: PlayStation Plus Edition war eine Version des Spiels, die für PlayStation-Plus-Abonnenten kostenlos erhältlich war. Sie enthielt alle Spielmodi und Online-Funktionen der kostenpflichtigen Version, verfügte aber über eine begrenzte Anzahl von Autos und Orten, die dem Spieler zur Verfügung standen. Die PlayStation Plus Edition sollte ursprünglich am selben Tag wie die Vollversion von Driveclub veröffentlicht werden, wurde aber verschoben, um die Server zu entlasten. Am 31. Oktober 2014 gab Sony bekannt, dass die PlayStation Plus Edition bis auf Weiteres verschoben wird. Die Edition wurde am 25. Juni 2015 veröffentlicht, wurde aber am 6. Oktober 2015 wieder entfernt.

### Driveclub Bikes
Driveclub Bikes ist eine eigenständige Erweiterung für Driveclub und wurde am 27. Oktober 2015 veröffentlicht. Die Erweiterung konzentriert sich auf „Superbike-Rennen“ und bietet eine neue Tour, einen neuen Gameplay-Modus, neue Herausforderungen und neue Events. Ähnlich wie im Hauptspiel können das Motorrad und der Fahrer angepasst werden, und das Ergebnis des Spielers in jedem Rennen verändert den Ruf seines Clubs. Die Erweiterung enthält zunächst 12 Motorräder, darunter die KTM 1190 RC8R und Superbike-WM-Sieger-Motorräder wie die Yamaha YZF-R1 und die Honda CBR1000RR. Es gibt auch 8 Motorräder, die über kostenlose Updates oder kostenpflichtige DLC-Packs erhältlich sind.

### Driveclub VR
Driveclub VR ist eine Virtual-Reality-Version des ursprünglichen PS4-Exklusivspiels Driveclub, die mit PlayStation VR kompatibel ist. Es enthält fast alle Assets des vollständigen Spiels, mit insgesamt 80 Autos und 84 Strecken, die für VR überarbeitet wurden, mit voller 360-Ansicht des Innenraums und allen Ansichten, während fünf neue Stadtkurse eingeführt wurden. Es wurde am 13. Oktober 2016 als einer der Launch-Titel von PlayStation VR für Japan veröffentlicht. Dieses Spiel ist im Wesentlichen eine eigenständige Erweiterung mit einer eigenen Speicherdatei und Statistiken, verfügt aber nicht über Online-Ranglisten.

## Musik
Der offizielle Soundtrack für das Spiel wurde von Hybrid komponiert und produziert. Der Soundtrack wurde am 7. Oktober 2014 auf iTunes veröffentlicht und enthält auch Remixe.
| Nummer       | Titel                      | Remixer                   | Länge  |
| ------------ | -------------------------- | ------------------------- | ------ |
| 1.           | „Be Here Now“              | -                         | 4:57   |
| 2.           | „All Torque“               | -                         | 4:48   |
| 3.           | „Tunnel Vision“            | -                         | 4:48   |
| 4.           | „Power Curve“              | -                         | 4:51   |
| 5.           | „The Club Rules“           | -                         | 4:26   |
| 6.           | „Be Here Now“              | Hybrid                    | 4:28   |
| 7.           | „All Torque“               | Hybrid                    | 4:31   |
| 8.           | „Tunnel Vision“            | Hybrid                    | 4:45   |
| 9.           | „Power Curve“              | Hybrid                    | 4:35   |
| 10.          | „The Club Rules“           | Hybrid                    | 4:23   |
| 11.          | „Be Here Now“              | Alex Banks                | 4:55   |
| 12.          | „All Torque“               | Black Sun Empire          | 4:33   |
| 13.          | „Power Curve“              | Clark                     | 5:14   |
| 14.          | „Power Curve“              | DJ Shadow & Bleep Bloop   | 4:47   |
| 15.          | „All Torque“               | Elite Force               | 4:17   |
| 16.          | „All Torque“               | F Buttons                 | 5:10   |
| 17.          | „Be Here Now“              | Fred V & Grafix           | 4:12   |
| 18.          | „The Club Rules“           | Kilon Tek (Remix 1)       | 3:52   |
| 19.          | „The Club Rules“           | Kilon Tek (Remix 2)       | 4:42   |
| 20.          | „Power Curve“              | Noisia (Driveclub™ Remix) | 4:46   |
| 21.          | „Tunnel Vision“            | Photek                    | 4:42   |
| 22.          | „Be Here Now“              | Qemists                   | 4:06   |
| 23.          | „All Torque“               | Raffertie                 | 4:05   |
| 24.          | „All Torque“               | Second Storey             | 5:32   |
| 25.          | „Power Curve“              | Segal                     | 4:02   |
| 26.          | „Tunnel Vision“            | Xcalibr                   | 4:26   |
| 27.          | „Be Here Now (Radio Edit)“ | -                         | 3:21   |
| Gesamtlänge: | Gesamtlänge:               | Gesamtlänge:              | 123:14 |

## Rezeption
Driveclub wurde von der Fachpresse gemischt aufgenommen. Einige Computerspielmagazine bewerteten es positiv, andere mäßig bis negativ. Das deutschsprachige Onlinemagazin 4Players bewertete das Spiel mit 50 von 100 möglichen Punkten und zeichnete es mit der Marke „Ausreichend“ aus. Auf der Bewertungswebsite Metacritic hält das Spiel – basierend auf 85 Bewertungen – einen Metascore von 71 von 100 möglichen Punkten.
Nach dem letzten Update des Spiels am 31. Oktober 2016, das 15 neue Strecken und umgekehrte Varianten von Driveclub VR hinzufügte, veröffentlichten Eurogamer und VideoGamer.com Rückblicke auf das Spiel und lobten dessen Qualitätsverbesserungen nach der Veröffentlichung. Eurogamer bezeichnete es als „das PS4-Launch-Desaster, das zu einem großartigen Rennspiel wurde“, während VideoGamer es als „ein aufregendes, großartiges, funktionsreiches und süchtig machendes Rennspiel bezeichnete, auf das man wahrscheinlich als eines der besten Spiele dieser Generation zurückblicken wird“.
Driveclub hat sich bis zum 31. Juli 2015 über 2 Millionen Mal verkauft.

## Abschaltung der Server
Sony Interactive Entertainment gab bekannt, dass die Onlinedienste für Driveclub am 31. März 2020 eingestellt werden und die Spieler ab diesem Datum nicht mehr auf die Online-Funktionen zugreifen können. Das Spiel wurde zusammen mit seinen DLC-Paketen und eigenständigen Erweiterungen am 29. August 2019 aus dem PlayStation Store entfernt.